# Edward Backhouse Eastwick
Edward Backhouse Eastwick, född den 13 mars 1814, död den 16 juli 1883 på ön Wight, var en brittisk orientalist och diplomat.
Eastwick kom i unga år till Indien, där han med förvånande lätthet tillägnade sig de moderna indiska språken, såsom urdu, hindi, gujarati med flera, och var under en lång tid anställd i ostindiska kompaniets tjänst. Efter sin återkomst till Europa utnämndes Eastwick 1845 till professor i urdu vid East India College i Haileybury och 1859 till undersekreterare i departementet för Indien. Åren 1860-1863 var han legationssekreterare vid persiska hovet. 
Bland hans många skrifter märks Sindhi vocabulary (1843; i "Transactions of the Bengal asiatic society"), Hindustani grammar (1847), Dry leaves from young Egypt (1849) och Journal of a diplomate (1864). Därjämte utgav Eastwick texter, översättningar och kommentarer till åtskilliga persiska och indiska arbeten, resehandböcker över olika delar av Indien, ävensom en översättning av Franz Bopps Vergleichende Grammatik (4:e upplagan 1885) och praktverket Kaisar-namah-i-Hind (2 band, 1878-82).